# بات ماكدونا
بات ماكدونا (بالإنجليزية: Pat McDonagh)‏ هو مجدف أيرلندي، ولد في 5 مايو 1957.

## وصلات خارجية
- بات ماكدونا على موقع الاتحاد الدولي للتجديف (الإنجليزية)
- بات ماكدونا على موقع أوليمبيديا (الإنجليزية)